# Klodia Pulchra
Clodia Pulchra (ur. ok. 54 p.n.e.) – córka Klodiusza i Fulwii. 
W 43 p.n.e. poślubiła późniejszego cesarza Oktawiana Augusta. Było to małżeństwo polityczne, mające umocnić porozumienie (II triumwirat) pomiędzy Markiem Antoniuszem – ówczesnym ojczymem Klodii, a Oktawianem. 
W 43 p.n.e., po siedmiu miesiącach małżeństwa, Oktawian przeprowadził rozwód z Klodią, by zawrzeć kolejne, politycznie korzystne małżeństwo. Małżeństwo Klodii nie zostało nigdy skonsumowane ze względu na jej bardzo młody wiek. Brak w źródłach informacji o jej dalszych losach.